# Asror Aliqulov
Asror Aliqulov (Muborak, 12 settembre 1978) è un allenatore di calcio ed ex calciatore uzbeko, di ruolo difensore, tecnico del Qizilqum.

## Caratteristiche tecniche
Difensore centrale, può essere impiegato anche come terzino destro.

## Carriera

### Club
Comincia a giocare al Mash'al. Nel 1997 passa al Nasaf Qarshi, in cui milita fino al 2002, salvo una piccola parentesi al Paxtakor nel 2000. Nel 2003 viene acquistato dal Paxtakor, in cui milita per sei stagioni. Nel 2009 si trasferisce allo Shortan Guzor, in cui milita fino al 2013, salvo una piccola parentesi al Nasaf Qarshi nel 2011. Nel 2014 gioca alla Dinamo Samarcanda. Nel 2015 viene acquistato dallo Shortan Guzor.

### Nazionale
Ha debuttato in Nazionale nel 1999. Ha partecipato, con la Nazionale, alla Coppa d'Asia 2004 e alla Coppa d'Asia 2007. Ha collezionato in totale, con la maglia della Nazionale, 61 presenze.